# Eugène Courboin
Pour les articles homonymes, voir Courboin (homonymie).
Eugène Courboin est un illustrateur et peintre français né le 20 décembre 1851 à La Fère et mort le 24 novembre 1925 à Paris.

## Biographie
Élève de Léon Bonnat et de Pierre De Coninck, Eugène Courboin commence à exposer au Salon dès 1878. Il illustre des journaux satiriques tel que L'Assiette au beurre, Paris illustré et de nombreux livres et textes. Il est également l'auteur de courtes séquences en bandes dessinées.
Certaines illustrations d'Eugène Courboin se distinguent par leur ligne extrêmement épurée.

## Ouvrages illustrés
- Légende de la Vierge de Münster de Quatrelles, Paris, édition G. Charpentier, 1880.
- Un cas de rupture d'Alexandre Dumas fils, Éditions littéraires de France (lire sur Gallica).
- L’Homme à l’oreille cassée d’Edmond About.
- La Diligence de Ploërmel de Quatrelles, Paris, Librairie Hachette, 1883 (lire sur Gallica).
- L'Homme à l'Oreille cassée d'Edmond About, Hachette et Cie, 1884.
- Colin Tampon, 1885.
- Les Contes de Gil Blas de Catulle Mendès, 1886.
- Journal d'un lycéen de 14 ans pendant le siège de Paris (1870-1871), par Edmond Deschaumes, Paris, Librairie de Firmin-Didot et Cie, 1890.
- Sous-offs de Lucien Descaves, Paris, Tresse et Stock, 1892.
- La Panacée du capitaine Hauteroche d'Octave Uzanne, illustrations à l'aquarelle, Paris, Henri Floury, 1899 (lire sur Gallica).
- La Chambre bleue de Prosper Mérimée, Paris, Librairie L. Conquet, 1902.
- Les Quadrilles de la cour de Napoléon Ier (1806-1816)  de Frédéric Masson, eau-forte et dessin, Paris, H. Daragon, 1904 (lire sur Gallica).
- Jettatura de Théophile Gautier, Librairie de la Collection des dix. A. Romagnol, 1904.
- L'Accordeur aveugle de Marcel Prévost, Alphonse Lemerre Éditeur, 1905.

Œuvres d'Eugène Courboin
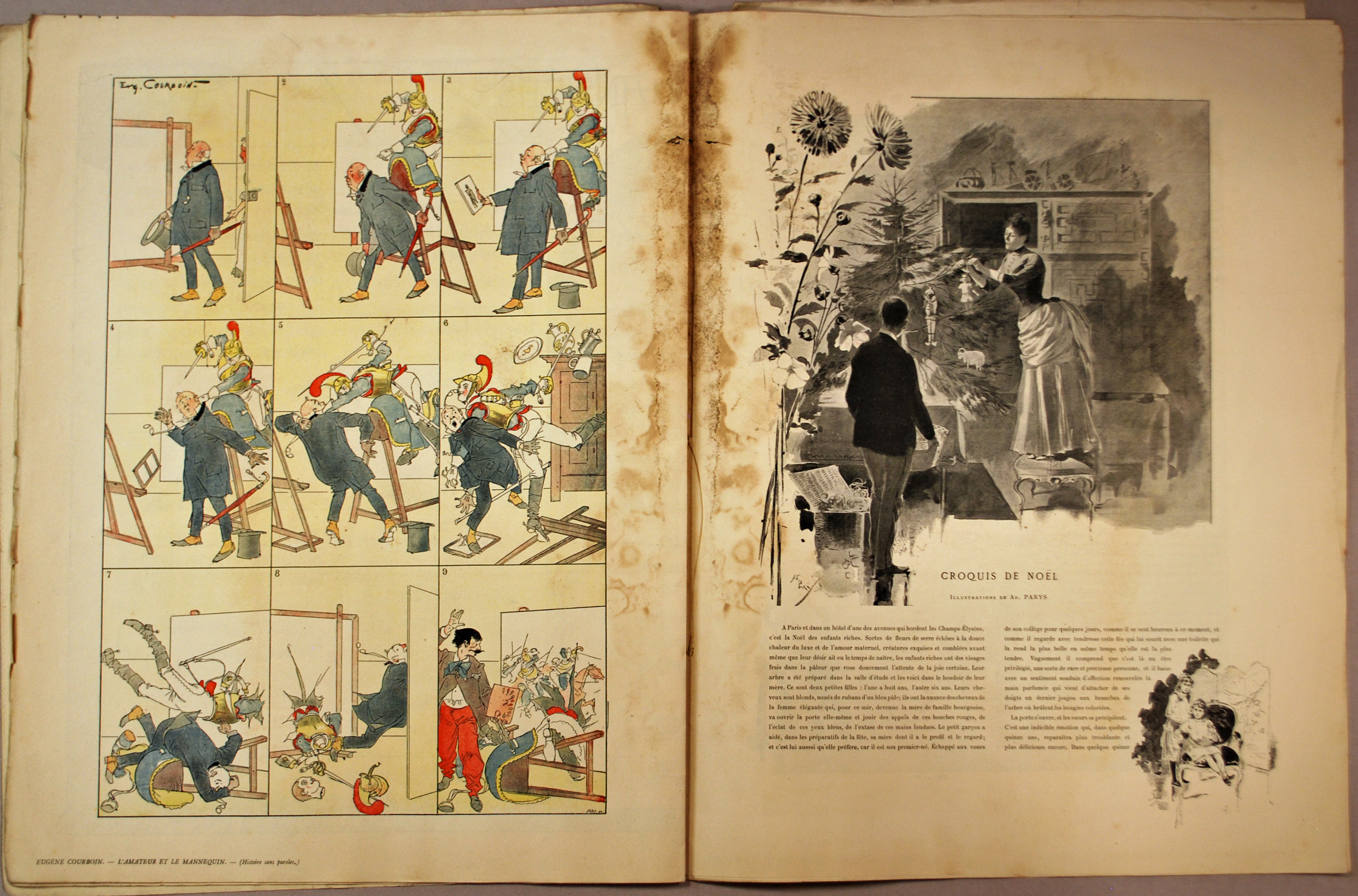
« L'amateur et le manequin » (page de gauche), Paris-Noël 1888-1889.
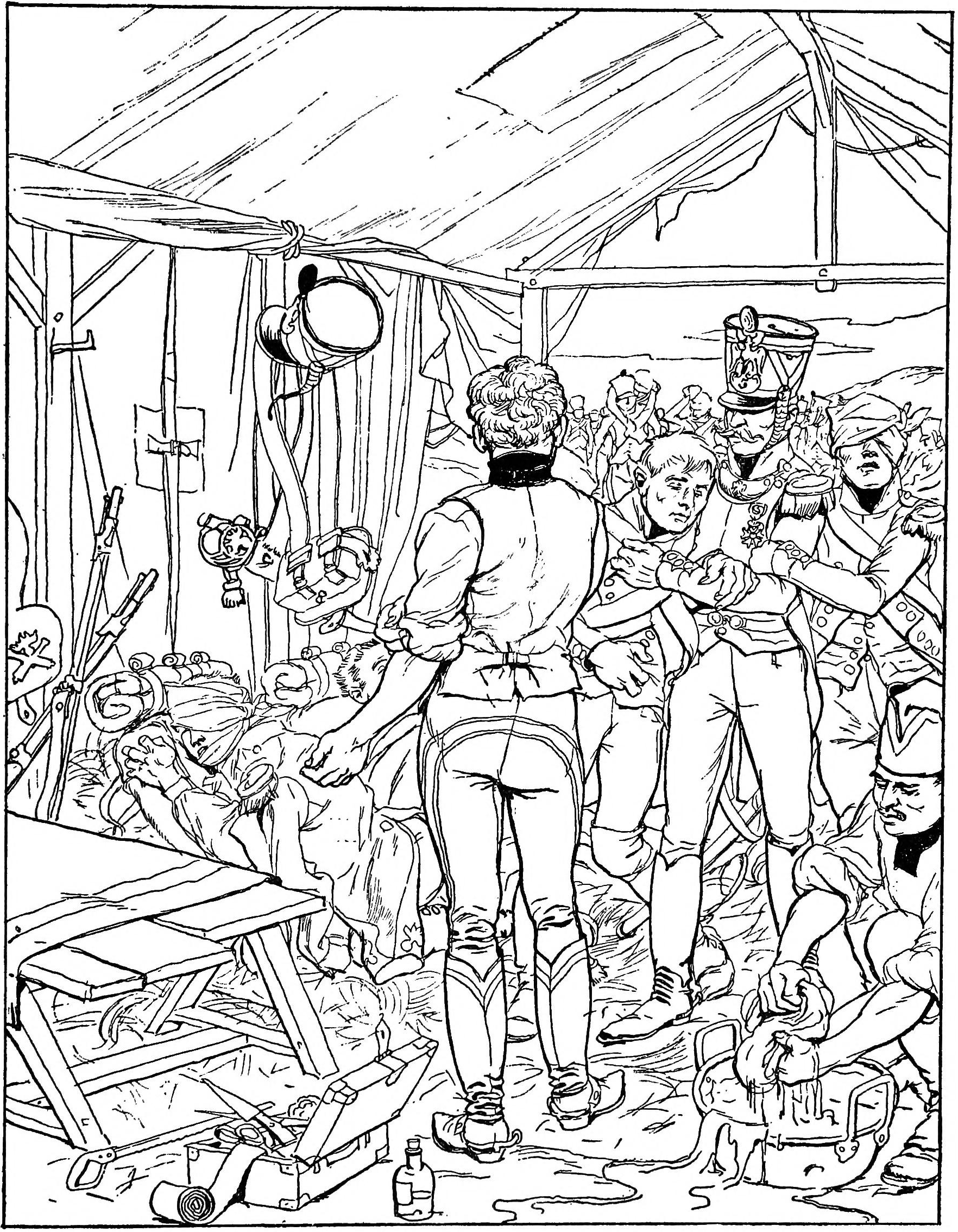
Illustration pour La Panacée du capitaine Hauteroche d'Octave Uzanne (1899).
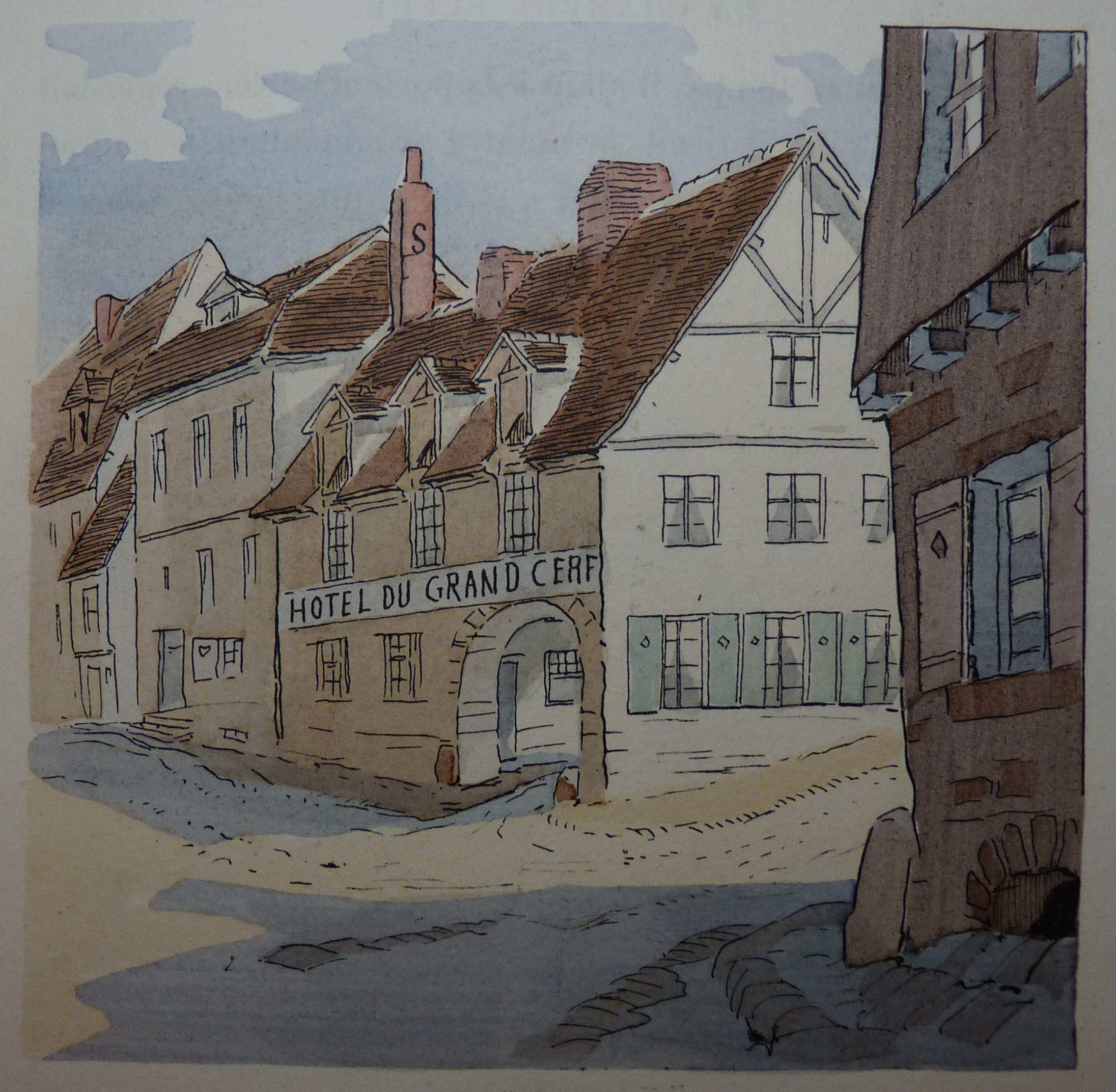
Illustration pour La Chambre bleue de Prosper Mérimée (1902).
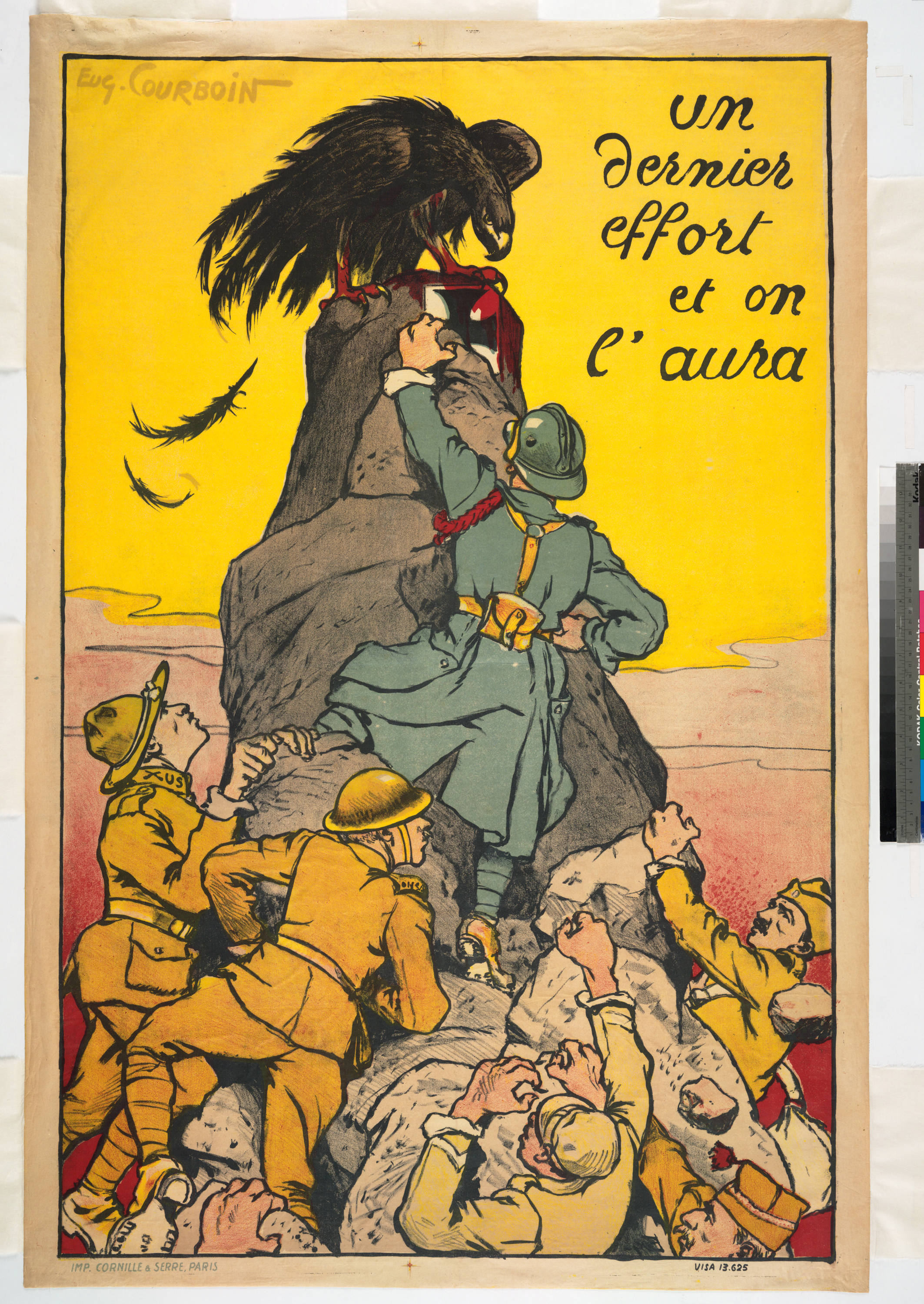
Un dernier effort et on l'aura (1918), affiche.